# 萘钠
萘钠是一种有机盐，化学式爲NaC10H8/ C10H8Na，離子化學式为Na+C10H8−。在实验室研究中，它被用作有机化学、有机金属化学和无机化学合成中的还原剂。尚未制得固体，一般是现配现用。

## 制备及特性
可以通过在醚溶剂（通常为四氢呋喃或二甲氧基乙烷）中搅拌碱金属与萘制得相应的萘基化合物。得到的盐是深绿色的。阴离子的电子顺磁共振信号（g约为2.0）非常强烈，与标准氢电极相比，还原电势约为-2.5 V。深绿色是因为它的波长集中在463至735 nm。
萘钠可以进一步和金属钠反应：
NaC10H8 + Na → Na2C10H8

阴离子是强碱性的，与和水类似的质子源反应就是一种典型的降解途径。它们在反应中提供了二个氢原子：
2 NaC10H8 + 2 H2O → C10H10 + C10H8 + 2 NaOH

## 相关试剂
对于一些合成操作，萘钠还原性太强（电负性太大），这种情况下应选择更温和的还原剂。环越大，还原剂越温和。苊钠就较温和（0.75 V）。

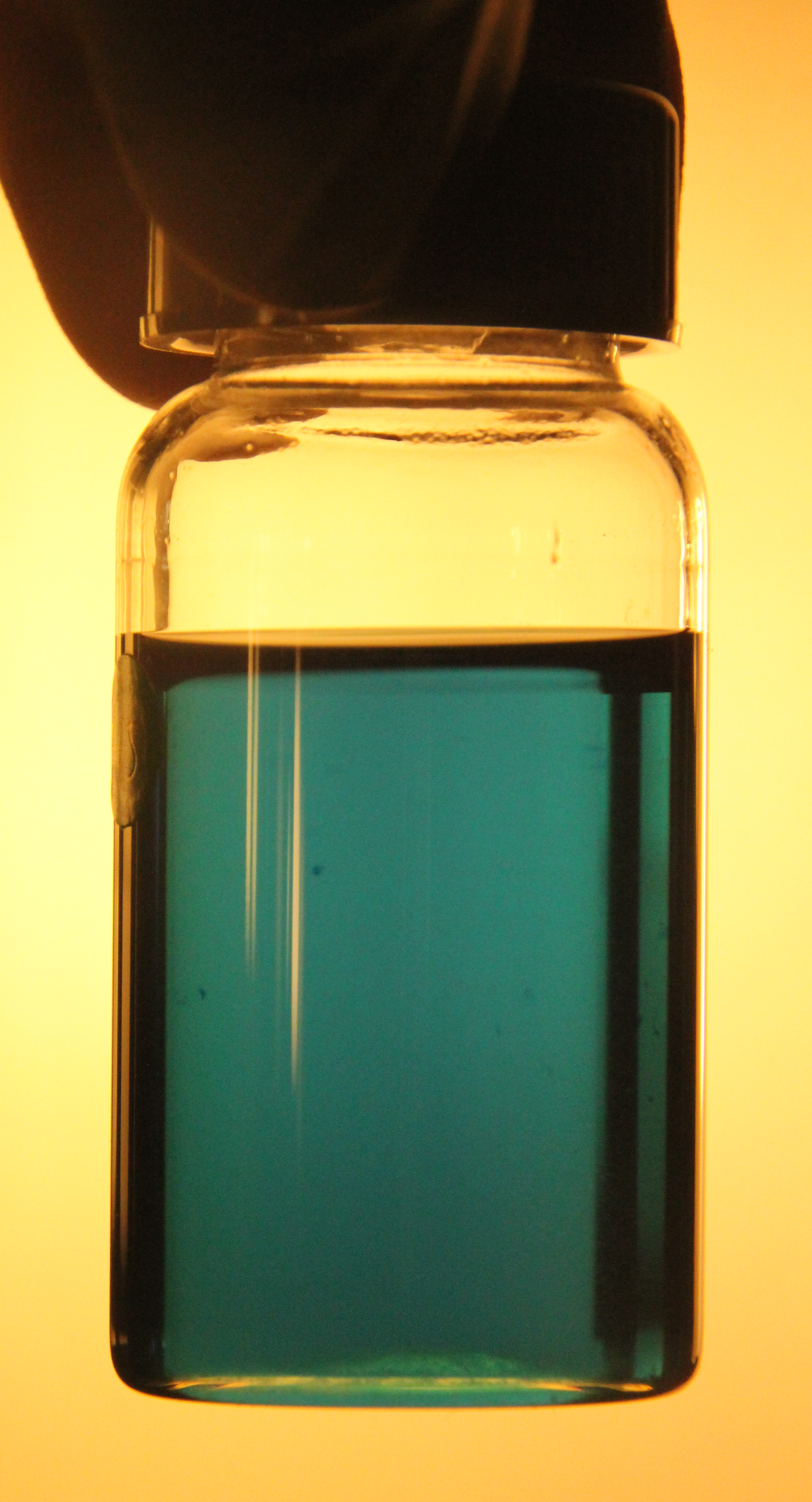
相关的试剂，萘锂的四氢呋喃溶液